# José Manuel Olaguer Feliú y Rogells
José Manuel Olaguer Feliú y Rogells (Chiloé, 1805 – Valparaíso, 15 de agosto de 1870) fue diputado suplente por Quinchao al Segundo Congreso Nacional de 1829.

## Biografía
José Manuel Olaguer Feliú y Rogells fue hijo de Juan Olaguer Feliú y Olorra y Manuela Rogells. Originario de Chiloé fue diputado suplente por Quinchao en el Segundo Congreso Nacional, en 1829, aunque no tuvo la ocasión de incorporarse. Contrajo matrimonio en primeras nupcias con María del Carmen Manterola Ojeda, en la parroquia El Salvador, de Valparaíso, el 8 de diciembre de 1839, con quien tuvo como hijos a Daniel, Manuel Toribio, Robustiano, Custodia, María Jesús, Enrique y Marcos. Viudo, se volvió a casar con su cuñada Elisa Manterola Ojeda, en la parroquia El Salvador, de Valparaíso, el 13 de junio de 1856 .
Su hijo Daniel Feliú y Manterola fue abogado, diputado suplente por Vallenar en 1877, por La Serena entre 1894 y 1903 y senador por Concepción entre 1915 y 1918 . 
José Manuel Olaguer Feliú falleció en el puerto de Valparaíso el 15 de agosto de 1870.